# Игнатов, Пётр Карпович
Пётр Карпович Игнатов (10 октября 1894, Александровск-Грушевский, область Войска Донского — 1984, Краснодар) — советский общественный деятель, прозаик, участник Октябрьской революции, Гражданской и Великой Отечественной войн, почётный гражданин Краснодара.

## Биография
Родился в шахтёрской семье. Оставшись сиротой, вынужден был бросить учёбу в школе морских мотористов и идти на заработки. Переехав в Санкт-Петербург, работал слесарем-механиком на заводе «Эриксон».
Активный участник революционных событиях в Петрограде до 1917 года. Большевик-подпольщик. Подвергался арестам и ссылкам.
Участник Гражданской войны. Занимался формированием красногвардейских отрядов, в рядах рабочей милиции боролся с бандитами. С декабря 1920 года член ВРК Усть-Медведицкого округа, исполняющий обязанности военного коменданта железнодорожного участка на территории округа.
В 1923 году П. К. Игнатов переехал с семьёй на Кубань, работал на различных участках хозяйственного строительства. Без отрыва от производства окончил Московский институт лесной промышленности (ныне Петровская сельскохозяйственная академия), затем был консультантом комбината «Главрасжирмасло» на Кубани.
В 1940 году был назначен заместителем директора, а позже — директором Краснодарского химико-технологического института жировой промышленности (сейчас Кубанский государственный технологический университет).
Участник Великой Отечественной войны. В 1942 году сформировал диверсионно-разведывательный партизанский отряд и командовал им (партизанский псевдоним — Батя). Отряд действовал в Сталинском районе в числе 36 других отрядов народных мстителей Кубани. В отряде Бати, в основном занимавшемся диверсиями, сражались его жена — Елена Ивановна и двое сыновей — Гений (Геннадий) и Евгений, погибшие в 1942 году при выполнении боевого задания по подрыву немецкого эшелона с живой силой противника. Оба посмертно получили звание Героев Советского Союза.
Средний сын Валентин считался погибшим в июле 1942 года при обороне Крыма. К счастью, Валентин выжил, попал в госпиталь и далее воевал в десантной диверсионной группе ГРУ. Действиям его группы посвящена книга «Голубые солдаты».
После войны Пётр Игнатов избирался депутатом Верховного Совета СССР и Краснодарского краевого Совета народных депутатов.
После его смерти музей-квартира семьи Игнатовых стала филиалом Краснодарской краевой детской библиотеки.

## Творчество
Пётр Игнатов — член Союза писателей СССР.
Дебют в литературе состоялся после освобождения Кубани от немцев в 1943 году. Автор более полутора десятков книг, в том числе:
- «Братья-герои» (1944)
- «Записки партизана» (1944)
- «Жизнь простого человека» (1948)
- «Подполье Краснодара» (1947)
- «Наши сыновья» Горьковское кн. изд. (1955)
- «Голубые солдаты» (1976)
- «В предгорьях Кавказа».

Произведения П. К. Игнатова переведены на 16 языков.

## Награды
- 2 ордена Ленина
- орден Октябрьской Революции (09.10.1974)
- орден «Знак Почёта» (10.10.1964)
- Медали
- Почётный гражданин города Краснодара (1979)[3].